# El patio de Tlaquepaque
El patio de Tlaquepaque é uma telenovela mexicana, produzida pela Televisa e exibida em 1966 pelo Telesistema Mexicano.

## Elenco
- Susana Freyre
- Miguel Manzano
- Aarón Hernán
- Blanca Torres